# NGC 1011
NGC 1011 é uma galáxia espiral (Sa) localizada na direcção da constelação de Cetus. Possui uma declinação de -11° 00' 18" e uma ascensão recta de 2 horas, 37 minutos e 38,8 segundos.
A galáxia NGC 1011 foi descoberta em 21 de Novembro de 1876 por Édouard Jean-Marie Stephan.